# Alija
Alija (hebrejsky עלייה‎, doslova „cesta vzhůru“, „výstup“) je souhrnný název pro židovskou imigraci do Palestiny a od roku 1948 do Státu Izrael. Židé hovoří o „návratu do domova svých otců“.

## Alija před vznikem Státu Izrael

### První alija (1881–1903)
V letech 1881–1914 došlo k sérii 223 protižidovských pogromů v Rusku. Velké množství Židů (kolem 3,5 milionu) tehdy před pogromy uteklo. Kolem 2 milionů jich odešlo do Spojených států amerických s nadějí na lepší život. Jedna část z těchto emigrantů směřovala ale do Palestiny. Byla to tzv. První alija. Předpokládá se, že se v té době usídlilo v Palestině asi 25 až 35 tisíc Židů pocházejících především z Ruska a Jemenu.
V roce 1882 se v okolí Safedu usadili rumunští Židé a založili tam kolonii Roš Pina (130 rodin) a poblíž Haify kolonii Zichron Ja'akov. Mezitím ruští Židé z Charkova založili kolonii Rišon le-Cijon (10 rodin). Nově vzniklé osady měly zemědělský ráz a fungovaly na principu plné soběstačnosti. V roce 1885 byla založena kolonie Gedera. V roce 1903 v židovské osadě Chovevej Cijon započal svou životní pouť Aharon David Gordon. Zabýval se výzkumem v oblasti zemědělství.

### Druhá alija (1904–1913)
V letech 1904–1913 přišla do Palestiny druhá vlna židovských imigrantů vedených socialisticko–sionistickými ideály z východní Evropy, kteří po potlačení revoluce v roce 1905 a řadě pogromů provázející zmatky po této revoluci přijali Herzlovy teorie. Předpokládá se, že v tomto období přišlo do Palestiny kolem 40 tisíc Židů pocházejících převážně z Ruska, Polska a Jemenu.
V novém prostředí se rodí myšlenka kibuců, společné práce na společném majetku bez individuálního vlastnictví. Prvním kibucem byla Deganija založená v roce 1908 v Galileji. V roce 1905 byla v Jaffě (na území dnešního Tel Avivu) otevřena první hebrejská škola – gymnázium Herzlija. V roce 1908 Židé získali od osmanské správy politická práva. V tom samém roce také Eliezer Ben Jehuda zahajuje vydávání první hebrejské encyklopedie Thesaurus totius hebraitatis. Vznikaly další osady, mimo jiné v roce 1909 již zmíněný Tel Aviv. V témže roce byla v osadě Sedžera v Dolní Galileji založena židovská organizace ha-Šomer, určená pro obranu židovského osídlení. V roce 1912 byl položen základní kámen Technologického institutu Technion (dokončen v roce 1924). V roce 1914 bylo v Palestině již 43 židovských kolonií, z toho 14 kibuců.

### Třetí alija (1919–1923)
Třetí vlna židovských přistěhovalců byla tvořena Židy převážně z Ruska, Polska, Rumunska a Litvy. Odhaduje se že třetí alija byla tvořena 35 tisíci přistěhovalci.
Za symbolický začátek třetí aliji je považováno připlutí lodi Roselan do přístavu Jaffa 19. prosince 1919. V tomto období se Palestina stává britským mandátním územím. Navíc Balfourova deklarace z listopadu 1917 zaručovala, že se Palestina stane židovskou domovinou.
V Jizre'elském údolí byla z peněz Židovského národního fondu zakoupena další půda. Ta byla melioracemi a rekultivacemi upravena pro výstavbu osad. Zde byl založen např. kibuc Bejt Alfa. V roce 1920 byla založena židovská podzemní vojenská organizace Hagana.

### Čtvrtá alija (1924–1928)
Čtvrtou vlnu imigrantů do Palestiny tvořili především Židé z Polska (62 tisíc z celkového počtu 80 tisíc), kteří prchali před diskriminačními zákony. Dále to byli Židé ruští, rumunští, litevští, ale i jemenští a iráčtí.
Z Polska odcházelo především židovské měšťanstvo; řemeslníci a drobní podnikatelé. Jejich příchod do Palestiny znamenal silný impuls pro rozvoj. Stavěly se přístavy, rozvíjel se obchod, zakládaly se školy. Na základě usnesení 13. sionistického kongresu v Karlových Varech ze srpna 1923 byla dne 1. května 1925 v Jeruzalémě založena Hebrejská univerzita. Otevřel ji lord Arthur Balfour. Prvním rektorem se stal dr. Judah Magnes.

### Pátá alija (1930–1939)
Pátá vlna imigrantů do Palestiny byla tvořena především Židy z Německa prchajícími před nacismem (100 tisíc z celkového počtu 250 tisíc). Většinou se jednalo o inteligenci (lékaře, právníky, profesory), podnikatele a řemeslníky. Židovští umělci z Německa vytvořili nový základ pro místní umění. Hudebníci např. založili Palestinský filharmonický orchestr.
V říjnu roku 1933 započaly arabské demonstrace proti britské politice v Palestině a proti narůstající židovské imigraci. V listopadu téhož roku političtí představitelé Arabů předali Britům memorandum požadující založení arabského demokratického státu v Palestině, úplný zákaz židovské imigrace a zákaz prodeje půdy Židům. Zároveň setkání učených znalců Koránu pohrozilo uvalením klatby na každého Araba, který půdu prodá Židům. Výsledkem arabských nepokojů v roce 1936 bylo rozhodnutí Židů o vybudování vlastního přístavu v Tel Avivu, nezávislého na přístavu v Jaffě. To navíc znamenalo narůstající hospodářskou izolaci Židů od Arabů.

### Alija Bet
Alija Bet byl název pro židovskou imigraci do Palestiny v průběhu druhé světové války. Název Alija Bet (bet je druhé písmeno hebrejské abecedy) je odvozen od druhé vlny, která, na rozdíl od Alija Alef (alef je první písmeno hebrejské abecedy) z let 1881–1939 byla imigrací nezákonnou a probíhala přes zákaz britské mandátní správy.
Alija Bet probíhala v letech 1941–1947. Jednalo se vesměs o Židy, kterým se podařilo uprchnout před holokaustem v Evropě.
Alija Bet probíhala většinou po moři. Během uvedeného období došlo k několika neštěstím:
- 12. prosince 1940 se během bouře potopila bulharská loď Tsar Krum. Z 327 lidí přítomných na palubě jich přežilo 223, z toho 66 dětí. Byli převezeni do Istanbulu a odtamtud deportováni do Bulharska.
- 24. ledna 1942 byla loď Struma potopena sovětskou ponorkou SC-213. Struma plula pod panamskou vlajkou. Nikdo nepřežil.
- 3. srpna 1944 byla loď Mefkura potopena německou ponorkou. Z 350 lidí se jich zachránilo 5.

V červenci 1947 britské válečné lodě zadržely u břehů Palestiny loď Exodus 1947 s 4,5 tisíci židovských uprchlíků na palubě. Uprchlíci byli donuceni vrátit se (na jiných lodích) do Marseille ve Francii. Poté pluli do Hamburku v Německu, kde policie donutila Židy lodě opustit. Případu uprchlíků z lodi Exodus se dostalo celosvětové pozornosti.

## Alija po vzniku Státu Izrael

### Marocká alija (1956–1961)
Počátkem roku 1955 začaly do Izraele přicházet zprávy o zhoršující se situaci Židů v zemích Maghrebu (Maroko, Alžírsko, Tunisko). Předpokládalo se, že tyto země v dohledné době získají nezávislost na Francii a arabský nacionalismus (podporovaný Násirem) by mohl ohrozit židovské komunity v těchto zemích. Proto byl izraelskou vládou v srpnu 1955 v rámci zpravodajské služby Mosadu zřízen zvláštní tým s operační základnou v Paříži, mající za úkol budovat v Maroku základny pro židovskou sebeobranu.
Začátkem roku 1956 vznikla v Maroku židovská organizace Misgeret (doslova „Rámec“), která měla za úkol cvičit dobrovolníky určené k ochraně židovských osad a k organizování imigrace do Izraele. V září roku 1956 došlo k zastavení legální imigrace Židů z marocké strany. V Maroku se jich v té době nacházelo více než 100 tisíc.
V období Suezské krize koncem roku 1956 se očekávaly pogromy proti židovskému obyvatelstvu ze strany Arabů, ke kterým nedošlo. Ilegální imigraci nyní prostřednictvím Misgeret prováděl Mosad. Zpravodajcům z Misgeretu se podařilo úspěšně infiltrovat marockou tajnou policii. Díky zprávám informátorů byl Misgeret předem informováni o připravovaných zátazích proti svým členům.
Imigranti byli z Maroka vyváženi pomocí starých francouzských nebo padělaných marockých cestovních pasů. Imigranti byli odváženi přes španělské enklávy Ceuta a Melilla a britský Gibraltar do Marseille za aktivní pomoci britských, španělských a francouzských úřadů. V roce 1960 koupil Mosad parník Pisces, na němž marocké Židy převážel přímo na Gibraltar. Loď uskutečnila dvanáct plaveb, při třinácté ztroskotala. Zahynulo celkem 43 lidí. Následně bylo marockou tajnou policií zatčeno a mučeno 20 příslušníků Misgeret (jeden z nich na následky mučení zemřel). Jako odpověď Izrael ukončil utajování imigrace a zahájil rozsáhlou veřejnou kampaň.
Po smrti marockého krále Muhammada V. v únoru 1961 povolil jeho nástupce a syn Hasan II. vydávání hromadných cestovních pasů, díky kterým v letech 1961–1963 opustili téměř všichni Židé Maroko.

### Egyptská alija (1956)
V roce 1956, v době Suezské krize, existovaly v Izraeli obavy, že se egyptští Židé stanou cílem odplaty arabského obyvatelstva za spoluúčast židovského státu na invazi. V listopadu 1956 navázali agenti Mosadu kontakt se zástupci židovské obce v Port Saidu a vyzvali je k sestavení seznamu osob majících zájem o emigraci z Egypta. Izrael následně vyslal pro tyto osoby dvě námořní plavidla, která egyptské Židy (za pomoci francouzských vojáků) dopravily do Izraele.

### Tuniská alija (1956)
Podnětem k emigraci Židů se staly boje mezi francouzskou a tuniskou armádou o francouzskou námořní základnu poblíž města Bizerta. Židovští usedlíci (1200 lidí) se obávali, že se po stažení francouzské armády stanou cílem arabské pomsty. Většina židů opustila město díky tomu, že měla francouzské pasy, zbytek (asi 300 lidí) Mosad evakuoval. Transport probíhal na francouzských válečných plavidlech a byl střežen francouzskými výsadkáři.

### Od roku 1990
Od poloviny 90. let podniká do Izraele aliju stálý proud jihoafrických, amerických a francouzských Židů, či Židé z těchto zemí v Izraeli zakupují nemovitosti pro možnou budoucí imigraci. Zejména francouzští Židé v Izraeli skupují nemovitosti kvůli vzestupu antisemitismu ve Francii v posledních letech.
Židé z Indie, označovaní jako Bnej Menaše, kteří byli uznáni jako potomci desátého ztraceného izraelského kmene, jsou objektem kontroverzí, avšak od poloviny 90. let počet těch z nich, kteří provedli aliju, stále stoupá.
Organizace jako Nefeš be-nefeš a Šavej Jisra'el pomáhají lidem s alijou jak finanční pomocí, tak asistencí například při hledání práce, studiu hebrejštiny a asimilaci s izraelskou kulturou.
V roce 2007 přinesl deník Ha'erec informaci, že v letech 2005 až 2006 došlo k 9% poklesu imigrantů (hebrejsky olim). Podle deníku „v roce 2006 do Izraele imigrovalo pouze 19 264 lidí, což je o 9 procent méně než v roce 2005. Jedná se o nejnižší počet imigrantů od roku 1988.“
Tento rekord byl překonán v roce 2007, kdy byl počet olim pouze 18 127. Pouze 36 % z těchto nových imigrantů byly osoby ze zemí bývalého Sovětského svazu (v 90. letech představovali imigranti ze zemí bývalého SSSR téměř 90 %), zatímco počet imigrantů ze zemí jako je Francie či USA je stálý.
Podle statistik podniklo v roce 2009 aliju ze severoamerických zemí nejvíce Židů od roku 1983. Celkem se jednalo o zhruba 3800 olim.

## Statistiky
Okamžitě po vzniku státu Izrael začala s oficiální podporou vlády masivní vlna přistěhovalectví. Ta vrcholila v roce 1949, kdy do Izraele dorazil víc než čtvrt milion Židů. Celkem šlo v prvních čtyřech letech nezávislosti o téměř 700 tisíc lidí, tedy podobné číslo, jaká byla celková populace státu Izrael v době vyhlášení samostatnosti. Počátkem 50. let alija rychle opadla (ekonomické potíže Izraele a uzavření zemí sovětského bloku pro vystěhovalectví do židovského státu). Později následovalo ovšem několik dalších menších vln v polovině 50. let, v 1. polovině 60. let a okolo roku 1970.
V 80. letech zažíval Izrael nízké roční úhrny imigrace, historické minimum bylo dosaženo roku 1986 (pouhých 9505 přistěhovalců). Důvodem byly ekonomické problémy státu i pokračující přísná restrikce na židovskou emigraci v sovětském bloku. To se změnilo roku 1990, kdy začala masivní alija ze zemí Sovětského svazu. Onoho roku dosáhla alija hodnoty 199 516 a pokračovala silným tempem po celý zbytek 90. let. Teprve po roce 2000 dochází k jejímu výraznému zpomalení a stabilizaci na roční úrovni necelých 20 000. Po roce 2013 se trend mírně změnil (silnější imigrace z Ukrajiny ale i ze západní Evropy, zejména Francie) a roční úhrny dosahují cca 25 000 přistěhovalců.

### Alija od r. 1919 podle zemí a regionů
V následující tabulce je uveden počet imigrantů do Izraele v letech 1919 až 2006. Tabulka je řadí podle let a podle zemí, kde se narodili. (Pro rok 2006 je nadto uvedena i poslední země pobytu).
| oblast                                 | 2006 LCR | 2006 COB | 2005   | 2000–2004 | 1990–1999 | 1980–1989 | 1972–1979 | 1961–1971 | 1952–1960 | 1948–1951 | 1919–1948 | celkem    |
| -------------------------------------- | -------- | -------- | ------ | --------- | --------- | --------- | --------- | --------- | --------- | --------- | --------- | --------- |
| Asie - celkem                          | 1 777    | 1 261    | 2 239  | 8 048     | 61 305    | 14 433    | 19 456    | 56 208    | 37 119    | 237 704   | 40 895    | 478 668   |
| Afghánistán                            | 0        | 0        | 2      | 0         | 0         | 57        | 132       | 516       | 1 106     | 2 303     |           | 4 116     |
| Čína                                   | 10       | 14       | 4      | 16        | 192       | 78        | 43        | 96        | 217       | 504       |           | 1 164     |
| Indie                                  | 304      | 308      | 61     | 211       | 1 717     | 1 539     | 3 497     | 13 110    | 5 380     | 2 176     |           | 27 999    |
| Irák                                   | 11       | 11       | 12     | 50        | 0         | 111       | 939       | 3 509     | 2 989     | 123 371   |           | 130 992   |
| Írán                                   | 74       | 90       | 146    | 449       | 0         | 8 487     | 9 550     | 19 502    | 15 699    | 21 910    |           | 75 833    |
| Izrael                                 | 0        | 192      | 105    | 69        | 954       | 288       | 507       | 1 021     | 868       | 411       |           | 4 415     |
| Libanon                                | 0        | 7        | 8      | 4         | 0         | 179       | 564       | 2 208     | 846       | 235       |           | 4 051     |
| Jemen                                  | 9        | 10       | 4      | 3         | 0         | 17        | 51        | 1 066     | 1 170     | 48 315    |           | 50 636    |
| SSSR (asijský)                         | 1 287    | 533      | 1 814  | 7 069     | 49 524    |           |           |           |           |           |           | 58 940    |
| Sýrie                                  | 0        | 0        | 4      | 16        | 0         | 995       | 842       | 3 121     | 1 870     | 2 678     |           | 9 526     |
| ostatní (Asie)                         | 14       | 26       | 18     | 29        | 7 362     | 594       | 213       | 349       | 103       | 1 254     |           | 9 948     |
| Afrika - celkem                        | 3 801    | 4 508    | 4 518  | 2 912     | 48 558    | 28 664    | 19 273    | 164 885   | 143 485   | 93 282    | 4 041     | 514 126   |
| Alžírsko                               | 0        | 275      | 280    | 131       | 1 317     | 1 830     | 2 137     | 12 857    | 3 433     | 3 810     |           | 26 070    |
| Egypt Súdán                            | 0        | 19       | 17     | 15        | 176       | 352       | 535       | 2 963     | 17 521    | 16 024    |           | 37 622    |
| Etiopie                                | 3 595    | 3 595    | 3 573  | 2 213     | 39 651    | 16 965    | 306       | 98        | 59        | 10        |           | 66 470    |
| JAR                                    | 114      | 139      | 135    | 202       | 2 918     | 3 575     | 5 604     | 3 783     | 774       | 666       |           | 17 796    |
| Libye                                  | 0        | 3        | 3      | 6         | 0         | 66        | 219       | 2 466     | 2 079     | 30 972    |           | 35 814    |
| Maroko                                 | 53       | 233      | 284    | 205       | 2 623     | 3 809     | 7 780     | 130 507   | 95 945    | 28 263    |           | 269 649   |
| Tunisko                                | 32       | 236      | 218    | 125       | 1 251     | 1 942     | 2 148     | 11 566    | 23 569    | 13 293    |           | 54 348    |
| ostatní (Afrika)                       | 6        | 8        | 8      | 15        | 888       | 125       | 544       | 645       | 105       | 244       |           | 2 582     |
| Evropa - celkem                        | 9 872    | 10 063   | 10 736 | 46 516    | 812 079   | 70 898    | 183 419   | 162 070   | 106 305   | 332 802   | 377 381   | 2 112 269 |
| Belgie                                 | 91       | 78       | 70     | 102       | 891       | 788       | 847       | 1 112     | 394       | 291       |           | 4 573     |
| Bulharsko                              | 22       | 19       | 38     | 199       | 3 673     | 180       | 118       | 794       | 1 680     | 37 260    |           | 43 961    |
| Československo                         | 16       | 26       | 15     | 61        | 479       | 462       | 888       | 2 754     | 783       | 18 788    |           | 24 256    |
| Francie                                | 2 411    | 1 781    | 1 836  | 842       | 10 443    | 7 538     | 5 399     | 8 050     | 1 662     | 3 050     |           | 40 601    |
| Itálie                                 | 42       | 37       | 35     | 40        | 595       | 510       | 713       | 940       | 414       | 1 305     |           | 4 589     |
| Jugoslávie                             | 25       | 26       | 7      | 98        | 1 894     | 140       | 126       | 322       | 320       | 7 661     |           | 10 594    |
| Maďarsko                               | 63       | 63       | 108    | 180       | 2 150     | 1 005     | 1 100     | 2 601     | 9 819     | 14 324    |           | 31 350    |
| Německo                                | 112      | 87       | 112    | 177       | 2 150     | 1 759     | 2 080     | 3 175     | 1 386     | 8 210     |           | 19 136    |
| Nizozemsko                             | 50       | 45       | 36     | 30        | 926       | 1 239     | 1 170     | 1 470     | 646       | 1 077     |           | 6 639     |
| Polsko                                 | 36       | 90       | 94     | 169       | 2 765     | 2 807     | 6 218     | 14 706    | 39 618    | 106 414   |           | 172 881   |
| Rakousko                               | 12       | 12       | 24     | 23        | 317       | 356       | 595       | 1 021     | 610       | 2 632     |           | 5 590     |
| Rumunsko                               | 50       | 76       | 107    | 330       | 5 722     | 14 607    | 18 418    | 86 184    | 32 462    | 117 950   |           | 275 856   |
| Řecko                                  | 3        | 8        | 7      | 6         | 121       | 147       | 326       | 514       | 676       | 2 131     |           | 3 936     |
| Spojené království                     | 594      | 506      | 341    | 318       | 4 851     | 7 098     | 6 171     | 6 461     | 1 448     | 1 907     |           | 29 101    |
| SSSR (evr.)                            | 6 185    | 7 069    | 7 763  | 43 801    | 772 239   | 29 754    | 137 134   | 29 376    | 13 743    | 8 163     |           | 1 049 042 |
| Španělsko                              | 33       | 20       | 23     | 16        | 242       | 321       | 327       | 406       | 169       | 80        |           | 1 604     |
| Švýcarsko                              | 85       | 69       | 52     | 71        | 904       | 706       | 634       | 886       | 253       | 131       |           | 3 706     |
| Turecko                                | 67       | 70       | 61     | 131       | 1 095     | 2 088     | 3 118     | 14 073    | 6 871     | 34 547    |           | 62 054    |
| Skandinávie                            | 36       | 34       | 35     | 41        | 1 071     | 1 178     | 903       | 886       | 131       | 85        |           | 4 364     |
| ostatní (Evropa)                       | 6        | 17       | 33     | 12        | 646       | 303       | 252       | 412       | 91        | 1 343     |           | 3 109     |
| Amerika/Oceánie - celkem               | 3 813    | 3 437    | 3 687  | 21 718    | 33 367    | 39 369    | 45 040    | 42 400    | 6 922     | 3 822     | 7 754     | 211 329   |
| Argentina                              | 293      | 299      | 413    | 9 917     | 8 886     | 10 582    | 13 158    | 11 701    | 2 888     | 904       |           | 59 041    |
| Austrálie Nový Zéland                  | 66       | 44       | 53     | 68        | 1 017     | 959       | 1 275     | 833       | 120       | 119       |           | 4 488     |
| Brazílie                               | 232      | 226      | 278    | 225       | 1 937     | 1 763     | 1 763     | 2 601     | 763       | 304       |           | 9 860     |
| Chile                                  | 61       | 56       | 77     | 85        | 521       | 1 040     | 1 180     | 1 790     | 401       | 48        |           | 5 198     |
| Kanada                                 | 228      | 210      | 214    | 163       | 1 717     | 1 867     | 2 178     | 2 169     | 276       | 236       |           | 9 030     |
| Kolumbie                               | 142      | 179      | 154    | 54        | 545       | 475       | 552       | 415       | 0         | 0         |           | 2 374     |
| Mexiko                                 | 72       | 76       | 56     | 70        | 916       | 993       | 861       | 736       | 168       | 48        |           | 3 924     |
| Paraguay                               | 4        | 3        | 6      | 7         | 21        | 62        | 73        | 210       | 42        | 0         |           | 424       |
| Uruguay                                | 73       | 76       | 107    | 105       | 724       | 2 014     | 2 199     | 1 844     | 425       | 66        |           | 7 560     |
| USA                                    | 2 159    | 1 809    | 1 706  | 1 098     | 15 480    | 18 904    | 20 963    | 18 671    | 1 553     | 1 711     |           | 81 895    |
| Venezuela                              | 134      | 98       | 84     | 62        | 319       | 180       | 245       | 297       | 0         | 0         |           | 1 285     |
| střední Amerika                        | 91       | 120      | 77     | 102       | 125       | 8         | 104       | 129       | 43        | 17        |           | 725       |
| ostatní (Amerika, Austrálie a Oceánie) | 258      | 241      | 462    | 94        | 1 159     | 522       | 500       | 1 125     | 91        | 327       |           | 4 521     |
| není známo                             | 6        | 0        | 3      | 4         | 419       | 469       | 394       | 911       | 3 307     | 20 014    | 52 786    | 78 307    |
| celkem                                 | 19 269   | 19 269   | 21 180 | 60 647    | 956 319   | 153 833   | 267 580   | 427 828   | 297 138   | 687 624   | 482 857   | 3 374 275 |